# هنتر جونسون
هنتر جونسون (بالإنجليزية: Hunter Johnson)‏ هو ملحن أمريكي، ولد في 14 أبريل 1906 في بنسون في الولايات المتحدة، وتوفي بنفس المكان في 27 أغسطس 1998.

## وصلات خارجية
- هنتر جونسون على موقع ميوزك برينز (الإنجليزية)
- هنتر جونسون على موقع ديسكوغز (الإنجليزية)